# Павловка (Темниковский район)
Павловка — деревня в составе  Пурдошанского сельского поселения Темниковского района Республики Мордовия.

## География
Находится на расстоянии примерно 15 километров на северо-восток от районного центра города Темников.

## История
Упоминается с 1866 года, когда она была учтена как владельческая деревня Темниковского уезда из 19 дворов.

## Население
Постоянное население составляло 22 человека (русские 95%) в 2002 году, 12 в 2010 году .